# Bianca Krijgsman
Bianca Krijgsman (Oudesluis, 3 oktober 1968) is een Nederlands cabaretière en actrice. Samen met Plien van Bennekom vormt ze het cabaretduo 'Plien en Bianca'. In 2014 won ze een International Emmy Award voor beste actrice voor haar optreden in De Nieuwe Wereld.

## Biografie
Al op jonge leeftijd bleek dat zang, dans, toneel en muziek haar in het bloed zaten. Op haar twaalfde ging ze naar de Nel Roos Balletacademie in Amsterdam. Toen ze die had afgerond, ging ze voor twee jaar naar de Theaterschool. Uiteindelijk kwam ze op de Academie voor Kleinkunst in Amsterdam terecht, waar ze Van Bennekom ontmoette. Ze studeerden beiden af in 1993 in een lichting met onder anderen Acda en De Munnik, Lucretia van der Vloot en Ellen ten Damme.

## Carrière
Krijgsman speelde de hoofdrol in de televisieserie Linda, Linda (1995-1996). Samen met Plien van Bennekom heeft ze enkele succesvolle cabaretprogramma's gemaakt plus de televisieserie Zaai bij de VPRO. Deze serie leidde uiteindelijk tot de theatervoorstelling Biks, die hun grote doorbraak zou worden. In de bekroonde comedyserie De Luizenmoeder speelt ze de manipulatieve ouderraadmoeder Nancy.

## Imitaties
Voor het programma Koefnoen deed Krijgsman imitaties, waaronder:
- Rachel Hazes
- Char
- Marijke Helwegen
- Kristel Verbeke van K3
- Mara in "Magic Quite Limited"
- Irene van de Laar
- Sonja Bakker

## Filmografie

### Film
- Minoes (2001), als roddeltante
- Alles is Liefde (2007), als medewerkster Bijenkorf
- Shrek the Third (2007), als Assepoester (stem)
- Dolfje Weerwolfje (2011), als de juf van Timmie
- De Nieuwe Wereld (2013), als Mirte (hoofdrol)
- Pim & Pom: Het Grote Avontuur (2014), als Sjaantje
- Meester Kikker (2016), als moeder van Wouter
- Roodkapje: Een Modern Sprookje (2017), als moeder van Suus
- Kapsalon Romy (2019), als Bettie
- Luizenmoeder (2021), als Nancy
- Kwestie van geduld (2022), als tante Liesbeth
- Drie Dagen Vis (2024), als Eline
- Pinksterprins (2025), als Ineke Fontein

### Televisie
- Goede tijden, slechte tijden, aflevering 433 (1992), als Carola Vermeer, secretaresse van Martine Hafkamp
- Linda, Linda (1995-1996), als Linda Tasman
- Villa Achterwerk
- Toen was geluk heel gewoon, aflevering "Dansles" (1998), als danslerares Sonja van der Burg
- Zaai (1998-2003), als Ingrid Mastenbreurtje
- All Stars, aflevering "PVCDW/U.I.T.", als liftster
- Gooische Vrouwen (2005)
- 't Schaep met de 5 pooten (2006-2007), als Greet van Duivenbode
- 't Vrije Schaep (2009), als Greet van Duivenbode
- 't Spaanse Schaep (2010-2011), als Greet van Duivenbode
- De Troon (2010), als Wilhelmina van Pruisen
- Van Zon op Zaterdag (2010)
- 't Schaep in Mokum (2013), als Greet van Duivenbode
- Het Sinterklaasjournaal (2013), als Mevrouw De Vries
- Flikken Maastricht (2014), als Natascha Caluwe
- Taart, aflevering "Alaska" (2014), als Fiene
- 't Schaep Ahoy (2015), als Greet van Duivenbode
- Als de dijken breken (2016), als Madelief Wienesse
- B.A.B.S. (2017), als Anneke Bol
- De Luizenmoeder (2018-2019), als Nancy
- Judas (2019), als Stien Leipoldt
- Oogappels (2019), als vrouw van Bert
- Nieuw Zeer (2020-2024), diverse rollen
- Lieve Mama (2020), als Katja Keskin
- De verschrikkelijke jaren tachtig, als Marja 1
- Diepe Gronden (2022)
- Dag & Nacht (2023, 2025), als Trui
- Hein (2024), als Zara

## Privé
Krijgsman had een relatie met Diederik van Vleuten, met wie zij drie kinderen heeft .

## Prijs
In 2014 won Krijgsman een International Emmy Award voor haar rol in de telefilm De Nieuwe Wereld, waarin ze als de weerbarstige schoonmaakster Mirte in het asielzoekerscentrum op Schiphol in contact komt met een asielzoeker. In 2017 won ze een musical award in de categorie beste vrouwelijke bijrol in een kleine musical voor haar rol in de musical In de Ban van Broadway.

## Trivia
- In september 2023 was Krijgsman panellid in het RTL 4-programma DNA Singers.
- In 2025 deed Krijgsman mee aan het derde seizoen van het programma LOL: Last One Laughing.

- International Standard Name Identifier: 0000 0001 3072 9562
- Nederlandse Thesaurus van Auteursnamen: 298104857
- Virtual International Authority File: 281294493
- WorldCat: E39PBJtX4gBR8JMvJCTDQhmTpP